# Lista de clubes de futebol do Brasil
Esta lista apresenta os clubes participantes dos campeonato e copas das 27 Unidades Federativas do Brasil na temporada de 2025. Estima-se que 270 destas equipes participam das primeiras divisões de cada UF.

## Legendas
- : Clube promovido de divisão em 2024.
- : Clube rebaixado de divisão em 2024.
- *: Clube promovido de divisão no mesmo ano (2025).
- *: Clube rebaixado de divisão no mesmo ano (2025).

## Acre
Federação de Futebol do Estado do Acre (FFAC)

### Campeonato Acreano de2025
Fonte(s): 
| - ADESG (Senador Guiomard) - Galvez (Rio Branco) - Humaitá (Porto Acre) - Independência (Rio Branco) | - Plácido de Castro (Plácido de Castro) - Rio Branco (Rio Branco) - São Francisco (Rio Branco) - Vasco da Gama (Rio Branco) |

### Campeonato Acreano - Segunda Divisão de2025
Fonte(s): 
| - Andirá (Rio Branco) - Atlético (Rio Branco) - Náuas (Cruzeiro do Sul) | - Plácido De Castro (Plácido de Castro) * - Santa Cruz (Rio Branco) - São Francisco (Rio Branco) * |

Nota: A segunda divisão estadual conta com os dois clubes rebaixados no mesmo ano.

## Alagoas
Federação Alagoana de Futebol (FAF/AL)

### Campeonato Alagoano de2025
Fonte(s):  
| - ASA (Arapiraca) - Coruripe (Coruripe) - CRB (Maceió) - CSA (Maceió) | - CSE (Palmeira dos Índios) - Murici (Murici) - Penedense (Penedo) |

Nota: O Igaci desistiu da competição alegando questões financeiras, fazendo com que o Estadual conte com 7 equipes.

### Campeonato Alagoano - Segunda Divisão de2025
Fonte(s): 
| - Agrimaq (Pilar) - Cruzeiro Alagoano (Arapiraca) - Desportivo Aliança (Pilar) - Dimensão Saúde (Capela) | - Guarany Alagoano (Maceió) - Jaciobá (Pão de Açúcar) - Miguelense (São Miguel dos Campos) - Zumbi (União dos Palmares) |

### Copa Alagoas de2025
Fonte(s): 
| - ASA (Arapiraca) - CEO (Olho d'Água das Flores) - Coruripe (Coruripe) - CRB (Maceió) - CSA (Maceió) - CSE (Palmeira dos Índios) | - Dimensão Saúde (Capela) - Guarany Alagoano (Maceió) - Igaci (Igaci) - Murici (Murici) - Penedense (Penedo) - Zumbi (União dos Palmares) |

## Amapá
Federação Amapaense de Futebol (FAF/AP)

### Campeonato Amapaense de2025
Fonte(s): 
| - Cristal (Macapá) - Independente (Santana) - Oratório (Macapá) - Portuguesa (Macapá) | - Santana (Santana) - Santos (Macapá) - Trem (Macapá) - Ypiranga Clube (Macapá) |

### Campeonato Amapaense - Série B de2025
Fonte(s): 
| - ADEC (Calçoene) - BARE (Ferreira Gomes) - Canário (Macapá) - Cruzeiro (Macapá) - Lagoa (Macapá) - Latitude Zero (Macapá) | - Macapá (Macapá) - Mazagão (Mazagão) - Renovação (Macapá) - São José (Macapá) - São Paulo (Macapá) |

## Amazonas
Federação Amazonense de Futebol (FAF/AM)

### Campeonato Amazonense de2025
Fonte(s): 
| - Amazonas (Manaus) - Manauara (Manaus) - Manaus (Manaus) - Nacional (Manaus) | - Princesa do Solimões (Manacapuru) - RPE/Parintins (Parintins) - São Raimundo (Manaus) - Sete (Manaus) |

Nota: O Iranduba desistiu da competição alegando questões financeiras, fazendo com que o Estadual conte com 8 equipes.

### Campeonato Amazonense - Segunda Divisão de2025
Fonte(s): 
| - CDC Manicoré (Manicoré) - Clipper (Manaus) - Fast Clube (Manaus) - Itacoatiara (Itacoatiara) - Operário (Manacapuru) | - Penarol (Itacoatiara) - RB do Norte ( Manaus) - Sul América (Manaus) - Tarumã (Manaus) - Unidos do Alvorada (Manaus) |

Nota: LIBRADE e Rio Negro abriram mão da disputa da competição.

## Bahia
Federação Bahiana de Futebol (FBF)

### Campeonato Baiano de2025
Fonte(s): 
| - Atlético (Alagoinhas) - Bahia (Salvador) - Barcelona (Ilhéus) - Colo-Colo (Ilhéus) - Jacobina (Jacobina) | - Jacuipense (Riachão do Jacuípe) - Jequié (Jequié) - Juazeirense (Juazeiro) - Porto (Porto Seguro) - Vitória (Salvador) |

### Campeonato Baiano - Série B de2025
Fonte(s): 
| - Bahia de Feira (Feira de Santana) - Fluminense (Feira de Santana) - Galícia (Salvador) - Grapiúna (Itabuna) - Itabuna (Itabuna) | - Leônico (Salvador) - SSA (Salvador) - Teixeira de Freitas (Teixeira de Freitas) - Vitória da Conquista (Vitória da Conquista) - Ypiranga (Salvador) |

Nota: Doce Mel, Feirense e Jacobinense desistiram da competição.

## Ceará
Federação Cearense de Futebol (FCF/CE)

### Campeonato Cearense de2025
Fonte(s): 
| - Barbalha (Barbalha) - Cariri (Juazeiro do Norte) - Ceará (Fortaleza) - Ferroviário (Fortaleza) - Floresta (Fortaleza) | - Fortaleza (Fortaleza) - Horizonte (Horizonte) - Iguatu (Iguatu) - Maracanã (Maracanaú) - Tirol (Fortaleza) |

### Campeonato Cearense - Série B de2025
Fonte(s): 
| - Atlético (Fortaleza) - Caucaia (Caucaia) - Crato (Crato) - Guarani (Juazeiro do Norte) - Icasa (Juazeiro do Norte) | - Itapipoca (Itapipoca) - Maranguape (Maranguape) - Pacatuba (Pacatuba) - Quixadá (Quixadá) - Tiradentes (Fortaleza) |

### Campeonato Cearense - Série C de2025
Fonte(s): 
| - Crateús (Crateús) - Esporte (Limoeiro do Norte) | - Guarany (Sobral) - Vila Real (Sobral) |

## Distrito Federal
Federação de Futebol do Distrito Federal (FFDF)

### Campeonato Brasiliense de2025
Fonte(s): 
| - Brasiliense (Taguatinga) - Capital (Paranoá) - Ceilandense (Ceilândia) - Ceilândia (Ceilândia) - Gama (Gama) | - Legião (Brasília) - Paranoá (Paranoá) - Real Brasília (Brasília) - Samambaia (Samambaia) - Sobradinho (Sobradinho) |

### Campeonato Brasiliense - Segunda Divisão de2025
Fonte(s): (A ser definido).
| - ARUC (Cruzeiro) - Brasília (Brasília) - Candango (Brasília) - Cruzeiro (Cruzeiro) | - Grêmio Valparaíso (Valparaíso de Goiás, GO) - Luziânia (Luziânia, GO) - Planaltina (Planaltina) - Riacho City (Riacho Fundo) |

- Nota 1: O CFZ mudou seu nome para Candango Esporte Clube em abril de 2025[30].
- Nota 2: Botafogo, Canaã, Formosa Esporte, Grêmio Brazlândia,  Santa Maria, SESP, Taguatinga e Unaí desistiram da competição.

## Espírito Santo
Federação de Futebol do Estado do Espírito Santo (FES)

### Campeonato Capixaba de2025
Fonte(s): 
| - Capixaba (Vargem Alta) - Desportiva (Cariacica) - Jaguaré (Jaguaré) - Nova Venécia (Nova Venécia) - Porto Vitória (Vitória) | - Real Noroeste (Águia Branca) - Rio Branco (Venda Nova do Imigrante) - Rio Branco (Vitória) - Vilavelhense (Vila Velha) - Vitória (Vitória) |

### Campeonato Capixaba - Série B de2025
Fonte(s): 
| - Estrela do Norte (Cachoeiro de Itapemirim) - Forte (Rio Bananal) - Gálatas (Barra de São Francisco) - Grêmio Laranjeiras (Serra) | - Linhares (Linhares) - Pinheiros (Pinheiros) - Serra (Serra) - Sport Capixaba (Serra) |

Nota: O Espírito Santo FC (de Anchieta) mudou de nome para Gálatas EC em maio de 2025, passando a mandar suas partidas em Barra de São Francisco.

### Copa Espírito Santo de2025
Fonte(s): 
| - Capixaba (Vargem Alta) - Desportiva (Cariacica) - Linhares (Linhares) - Porto Vitória (Vitória) - Real Noroeste (Águia Branca) - Rio Branco (Venda Nova do Imigrante) | - Rio Branco (Vitória) - Serra (Serra) - Sport Capixaba (Serra) - Vilavelhense (Vila Velha) - Vitória (Vitória) |

## Goiás
Federação Goiana de Futebol (FGF/GO)

### Campeonato Goiano de2025
Fonte(s): 
| - ABECAT (Ouvidor) - Anápolis (Anápolis) - Aparecidense (Aparecida de Goiânia) - Atlético Goianiense (Goiânia) - CRAC (Catalão) - Goianésia (Goianésia) | - Goiânia (Goiânia) - Goiás (Goiânia) - Goiatuba (Goiatuba) - Inhumas (Inhumas) - Jataiense (Jataí) - Vila Nova (Goiânia) |

### Campeonato Goiano - Divisão de Acesso (Segunda Divisão) de2025
Fonte(s): (A ser definido).
| - Anapolina (Anápolis) - Centro-Oeste (Senador Canedo) - Grêmio Anápolis (Anápolis) - Iporá (Iporá) | - Morrinhos (Morrinhos) - Rio Verde (Rio Verde) - Trindade (Trindade) - Tupy (Jussara) |

### Campeonato Goiano de Futebol - Terceira Divisão de2025
Fonte(s): 
| - ABD (Santo Antônio de Goiás) - América (Morrinhos) - Aparecida (Aparecida de Goiânia) - ASEEV (Guapó) - Bom Jesus (Bom Jesus de Goiás) - Crixás (Crixás) | - Guanabara City (Goiânia) - Itumbiara (Itumbiara) - Mineiros (Mineiros) - Pires do Rio (Pires do Rio) - Rioverdense (Rio Verde) - Santa Helena (Santa Helena de Goiás) |

## Maranhão
Federação Maranhense de Futebol (FMF/MA)

### Campeonato Maranhense de2025
Fonte(s): 
| - IAPE (São Luís) - Imperatriz (Imperatriz) - Maranhão Atlético (São Luís) - Moto Club (São Luís) | - Pinheiro (Pinheiro) - Real Codó/Viana (Codó e Viana) - Sampaio Corrêa (São Luís) - Tuntum (Tuntum) |

### Campeonato Maranhense - Série B de2025
Fonte(s): 
| - Americano (Bacabal) - Balsas (Balsas) - Cordino (Barra do Corda) - Expressinho (São Luís) - ITZ Sport (Imperatriz) - Lago Verde (Lago Verde) | - Santa Quitéria (Santa Quitéria do Maranhão) - São José (São José de Ribamar) - São Luís (São Luís) - Timon EC (Timon) - Tupan (São Luís) |

- Nota 1: O Boa Vontade, até então sediado em São Luís, mudou seu nome para Lago Verde Esporte Clube em junho de 2025.
- Nota 2: Bacabal, Chapadinha e Juventude Samas desistiram da competição.

## Mato Grosso
Federação Mato-Grossense de Futebol (FMF/MT)

### Campeonato Mato-Grossense de2025
Fonte(s): 
| - Academia (Rondonópolis) - Cuiabá (Cuiabá) - Luverdense (Lucas do Rio Verde) - Mixto (Cuiabá) - Nova Mutum (Nova Mutum) | - Operário VG (Várzea Grande) - Primavera (Primavera do Leste) - Sport Sinop (Sinop) - União (Rondonópolis) |

Nota: O Cáceres abriu mão da disputa alegando questões financeiras, fazendo com que o Estadual conte com nove equipes.

### Campeonato Mato-Grossense - Segunda Divisão de2025
Fonte(s): 
| - Ação (Santo Antônio de Leverger) - Atlético Matogrossense (Cuiabá) - Cacerense (Cáceres) - Campo Novo (Campo Novo do Parecis) - Chapada (Chapada dos Guimarães) | - Dom Bosco (Cuiabá) - Operário FC (Várzea Grande) - Santa Cruz (Barra do Bugres) - Sorriso FC (Sorriso) - Uirapuru (Cuiabá) |

Nota: Araguaia, Juara, Mato Grosso EC, Paulistano, Rondonópolis, Sinop e Sorriso EC abriram mão da disputa da competição.

## Mato Grosso do Sul
Federação de Futebol de Mato Grosso do Sul (FFMS)

### Campeonato Sul-Mato-Grossense de2024
Fonte(s): 
| - Águia Negra (Rio Brilhante) - Aquidauanense (Aquidauana) - Corumbaense (Corumbá) - Costa Rica (Costa Rica) - Coxim (Coxim) | - Dourados (Dourados) - Ivinhema (Ivinhema) - Naviraiense (Naviraí) - Operário (Campo Grande) - FC Pantanal (Campo Grande) |

### Campeonato Sul-Mato-Grossense - Série B de2025
Fonte(s): 
| - Aquidauana (Aquidauana) - Bataguassu (Bataguassu) - Comercial (Campo Grande) | - Maracaju (Maracaju) - São Gabriel (São Gabriel do Oeste) - Taveirópolis (Campo Grande) |

Nota: CEART, Misto, Náutico, Novo e União ABC abriram mão da disputa da competição.

## Minas Gerais
Federação Mineira de Futebol (FMF/MG)

### Campeonato Mineiro de2025
Fonte(s): 
| - América (Belo Horizonte) - Athletic (São João del-Rei) - Atlético Mineiro (Belo Horizonte) - Aymorés (Ubá) - Betim Futebol (Betim) - Cruzeiro (Belo Horizonte) | - Democrata (Governador Valadares) - Itabirito (Itabirito) - Pouso Alegre (Pouso Alegre) - Tombense (Tombos) - Uberlândia (Uberlândia) - Villa Nova (Nova Lima) |

### Campeonato Mineiro - Módulo II de2025
Fonte(s): 
| - Caldense (Poços de Caldas) - Democrata (Sete Lagoas) - Guarani (Divinópolis) - Ipatinga (Ipatinga) - Mamoré (Patos de Minas) - Nacional (Muriaé) | - North (Montes Claros) - Patrocinense (Patrocínio) - Uberaba (Uberaba) - URT (Patos de Minas) - Valeriodoce (Itabira) - Varginha (Varginha) |

### Campeonato Mineiro - Segunda Divisão de2025
Fonte(s): 
| - Boa Esporte (Varginha) - Boston City (Manhuaçu) - Coimbra (Belo Horizonte) - ESSUBE (Uberlândia) - Inter de Minas (Itaúna) - Juventus Minasnovense (Minas Novas) - Nacional (Uberaba) | - Novo Esporte (Itabirinha) - Paracatu (Paracatu) - Passos (Passos) - Serranense (Nova Serrana) - Tupi (Juiz de Fora) - União Luziense (Santa Luzia) |

## Pará
Federação Paraense de Futebol (FPF/PA)

### Campeonato Paraense de2025
Fonte(s): 
| - Águia de Marabá (Marabá) - Bragantino (Bragança) - Caeté (Bragança) - Cametá (Cametá) - Capitão Poço (Capitão Poço) - Castanhal (Castanhal) | - Independente (Tucuruí) - Paysandu (Belém) - Remo (Belém) - Santa Rosa (Belém) - São Francisco (Santarém) - Tuna Luso (Belém) |

### Campeonato Paraense - Série B1 de2025
Fonte(s): 
| - Amazônia Independente (Santarém) - Canaã (Belém) - Carajás (Belém) - Itupiranga (Itupiranga) - Izabelense (Santa Izabel do Pará) - Madre Celeste (Ananindeua) | - Paragominas (Paragominas) - Pinheirense (Belém) - São Raimundo (Santarém) - Tapajós / Atlético Marajó (Breves) - União Paraense (Benevides) - Urumajó (Augusto Corrêa) |

Nota: o Tapajós mandará seus jogos no município de Breves e usará o nome Clube Atlético Marajó.

### Campeonato Paraense - Série B2 de2025
Fonte(s): (A ser definido).
| - Altamira (Altamira) - Atlético Paraense (Parauapebas) - Belenense (Belém) - Gavião Kyikatejê (Marabá) - Paraense (Marituba) - Pedreira (Belém) | - Santos (Moju) - Sport Belém (Belém) - Tesla (Belém) - Tiradentes (Belém) - Vênus (Abaetetuba) - Vila Rica (Belém) |

## Paraíba
Federação Paraibana de Futebol (FPF/PB)

### Campeonato Paraibano de2025
Fonte(s): 
| - Auto Esporte (João Pessoa) - Botafogo (João Pessoa) - Campinense (Campina Grande) - Esporte (Patos) - Nacional (Patos) | - Picuiense (Picuí) - Pombal (Pombal) - Serra Branca (Campina Grande) - Sousa (Sousa) - Treze (Campina Grande) |

Nota: O CSP, de João Pessoa, abriu mão da competição devido à dificuldades financeiras, sendo primeiramente repassado ao Cruzeiro de Itaporanga, que recusou a vaga e em seguida pelo Picuiense.

### Campeonato Paraibano - Segunda Divisão de2025
Fonte(s): 
| - Atlético Cajazeirense (Cajazeiras) - Confiança (Sapé) - Cruzeiro (Itaporanga) - Desportiva Guarabira (Guarabira) - Miramar (Cabedelo) | - Queimadense (Queimadas) - Sabugy (Santa Luzia) - São Paulo Crystal (Cruz do Espírito Santo) - SOCREMO/Serrano (Monteiro) - Spartax (João Pessoa) |

### Campeonato Paraibano - Terceira Divisão de2025
Fonte(s): (A ser definido).
| - Desportiva Perilima (Campina Grande) - Femar (Bayeux) - Inter/Santa Rita (Santa Rita) | - Santos (João Pessoa) - Sport (Lucena) |

## Paraná
Federação Paranaense de Futebol (FPF/PR)

### Campeonato Paranaense de2025
Fonte(s): 
| - Andraus (Campo Largo) - Athletico (Curitiba) - Azuriz (Pato Branco) - Cianorte (Cianorte) - Coritiba (Curitiba) - FC Cascavel (Cascavel) | - Londrina (Londrina) - Maringá (Maringá) - Operário Ferroviário (Ponta Grossa) - Paraná Clube (Curitiba) - Rio Branco (Paranaguá) - São-Joseense (São José dos Pinhais) |

### Campeonato Paranaense - Segunda Divisão de2025
Fonte(s): 
| - Batel (Guarapuava) - Foz do Iguaçu (Foz do Iguaçu) - Galo Maringá (Maringá) - Iguaçu (União da Vitória) - Laranja Mecânica (Arapongas) | - Nacional (Rolândia) - Paranavaí (Paranavaí) - Patriotas (Curitiba) - PSTC (Cornélio Procópio) - Toledo (Toledo) |

### Campeonato Paranaense - Terceira Divisão de2025
Fonte(s): (A ser definido).
| - Araucária (Araucária) - Cambé (Cambé) - City London (Londrina) - Grêmio Maringá (Maringá) - Hope Internacional (Campo Largo) - Iraty (Irati) - Oeste Brasil (Toledo) | - Portuguesa (Londrina) - Prudentópolis (Prudentópolis) - SAMAS (São Mateus do Sul) - Sport (Campo Mourão) - União (Francisco Beltrão) - Verê (Verê) |

- Nota 1: Apucarana Sports (rebaixado da Segunda Divisão de 2024) e Rolândia transferiram sua sedes para Londrina[64] e São Mateus do Sul, passando a se chamar, respectivamente, City London e SAMAS.
- Nota 2: o Arapongas desistiu da competição.

## Pernambuco
Federação Pernambucana de Futebol (FPF/PE)

### Campeonato Pernambucano de2025
Fonte(s): 
| - Afogados (Afogados da Ingazeira) - Central (Caruaru) - Decisão (Sertânia) - Jaguar (Jaboatão dos Guararapes) - Maguary (Bonito) | - Náutico (Recife) - Petrolina Social (Petrolina) - Retrô (Camaragibe) - Santa Cruz (Recife) - Sport (Recife) |

### Campeonato Pernambucano - Série A2 de2025
Fonte(s): 
| - Águia (Cumaru) - América (Recife) - Cabense (Cabo de Santo Agostinho) - Caruaru City (Caruaru) - Ipojuca (Ipojuca) | - Limoeirense (Limoeiro) - Porto (Caruaru) - Vera Cruz (Vitória de Santo Antão) - Vitória das Tabocas (Vitória de Santo Antão) - Ypiranga (Santa Cruz do Capibaribe) |

Nota 1: O Flamengo, de Arcoverde, abriu mão da disputa, sendo substituído pelo Caruaru City (3.º colocado da terceira divisão Estadual em 2024).
Nota 2: Em 12 de agosto de 2025, a FPF anunciou que a Série A3 foi extinta, fazendo com que a Série A2 de 2025 não tenha nenhum clube rebaixado. Com a extinção da terceira divisão, os 18 participantes (1º de Maio, Afogadense, Araripina, Atlético Pernambucano, Barreiros, Belo Jardim, Chã Grande, Estudantes, Ferroviário, Guarany, Íbis, Olinda, Pesqueira, Santa Fé, Salgueiro, Serrano, Sete de Setembro e Timbaúba) serão remanejados à Série A2 na temporada 2026.

## Piauí
Federação de Futebol do Piauí (FFP)

### Campeonato Piauiense de2025
Fonte(s): 
| - 4 de Julho (Piripiri) - Altos (Altos) - Atlético Piauiense (Teresina) - Fluminense (Teresina) | - Oeirense (Oeiras) - Parnahyba (Parnaíba) - Piauí (Teresina) - River (Teresina) |

### Campeonato Piauiense - Segunda Divisão de2025
Fonte(s): (A ser definido).
| - Caiçara (Campo Maior) - Comercial (Campo Maior) - Corisabbá (Floriano) | - Flamengo (Teresina) - Picos (Picos) - Teresina EC (Teresina) |

Nota: o Tiradentes desistiu da competição.

## Rio de Janeiro
Federação de Futebol do Estado do Rio de Janeiro (FERJ)

### Campeonato Carioca de2025
Fonte(s): 
| - Bangu (Rio de Janeiro) - Boavista (Saquarema) - Botafogo (Rio de Janeiro) - Flamengo (Rio de Janeiro) - Fluminense (Rio de Janeiro) - Madureira (Rio de Janeiro) | - Maricá (Maricá) - Nova Iguaçu (Nova Iguaçu) - Portuguesa Carioca (Rio de Janeiro) - Sampaio Corrêa (Saquarema) - Vasco da Gama (Rio de Janeiro) - Volta Redonda (Volta Redonda) |

### Campeonato Carioca - Série A2 de2025
Fonte(s): 
| - America (Rio de Janeiro) - Americano (Campos dos Goytacazes) - Araruama (Araruama) - Audax Rio (Saquarema) - Bangu (Rio de Janeiro) - Cabofriense (Cabo Frio) | - Duque de Caxias (Duque de Caxias) - Olaria (Rio de Janeiro) - Pérolas Negras (Resende) - Petrópolis (Petrópolis) - Resende (Resende) - São Gonçalo (São Gonçalo) |

Nota: A Série A2 do Estadual é disputada por onze clubes e o 12.º colocado da Série A do mesmo ano.

### Campeonato Carioca - Série B1 de2025
Fonte(s): (A ser definido).
| - Artsul (Nova Iguaçu) - Bonsucesso (Rio de Janeiro) - Campo Grande (Rio de Janeiro) - Carapebus (Carapebus) - Duque de Caxias (Duque de Caxias) - Friburguense (Nova Friburgo) | - Niteroiense (Niterói) - Nova Cidade (Nilópolis) - Paduano (Santo Antônio de Pádua) - Petrópolis (Petrópolis) - São Cristóvão (Rio de Janeiro) - Serrano (Petrópolis) |

Nota: A Série B1 é disputada por 10 clubes juntamente aos dois rebaixados da Série A2 do mesmo ano.

### Campeonato Carioca - Série B2 de2025
Fonte(s): (A ser definido).
| - 7 de Abril (Rio de Janeiro) - Barra da Tijuca (Rio de Janeiro) - Barra Mansa (Barra Mansa) - Belford Roxo (Belford Roxo) - Goytacaz (Campos dos Goytacazes) - Macaé (Macaé) | - Rio de Janeiro (Rio de Janeiro) - Serra Macaense (Macaé) - Unisouza (Rio de Janeiro) - Zinzane (Rio de Janeiro) - (Promovido da Série C) * - (Promovido da Série C) * |

Nota: A Série B2 do Estadual é disputada por dez clubes, bem como os finalistas da Série C do mesmo ano.

### Campeonato Carioca - Série C de2025
Fonte(s): 
| - Angra Dos Reis (Angra dos Reis) - Barcelona (Rio de Janeiro) - Búzios (Armação dos Búzios) - CAAC Brasil (Rio de Janeiro) - Duque Caxiense (Duque de Caxias) - EC Resende (Resende) - Juventus (Rio de Janeiro) | - Mesquita (Nova Iguaçu) - Paraty (Paraty) - Riostrense (Rio das Ostras) - Santa Cruz (Rio de Janeiro) - União Central (Rio de Janeiro) - Vera Cruz (Petrópolis) |

- Nota 1: O Campos e o Tigres Do Brasil desistiram da competição.
- Nota 2: O Paraty mandará seus jogos no município de Belford Roxo.

### Copa Rio de 2025
Fonte(s): 
| - America (Rio de Janeiro) - Americano (Campos dos Goytacazes) - Araruama (Araruama) - Artsul (Nova Iguaçu) - Audax Rio (Saquarema) - Bangu (Rio de Janeiro) - Boavista (Saquarema) - Bonsucesso (Rio de Janeiro) - Cabofriense (Cabo Frio) - Campo Grande (Rio de Janeiro) - Carapebus (Carapebus) - Duque de Caxias (Duque de Caxias) | - Madureira (Rio de Janeiro) - Maricá (Maricá) - Niteroiense (Niterói) - Nova Iguaçu (Nova Iguaçu) - Olaria (Rio de Janeiro) - Paduano (Santo Antônio de Pádua) - Pérolas Negras (Resende) - Petrópolis (Petrópolis) - Portuguesa Carioca (Rio de Janeiro) - Resende (Resende) - Sampaio Corrêa (Saquarema) - São Gonçalo (São Gonçalo) |

## Rio Grande do Norte
Federação Norte-rio-grandense de Futebol (FNF)

### Campeonato Potiguar de2025
Fonte(s): 
| - ABC (Natal) - América (Natal) - Baraúnas (Mossoró) - Força & Luz (Natal) | - Globo (Ceará-Mirim) - Laguna (Tibau do Sul) - Potiguar (Mossoró) - Santa Cruz (Natal) |

### Campeonato Potiguar - Segunda Divisão de2025
Fonte(s): 
| - Alecrim (Natal) - Apodi (Apodi) - Baraúnas (Mossoró) - Mossoró (Mossoró) | - Potyguar Seridoense (Currais Novos) - QFC (Natal) - Visão Celeste (Parnamirim) |

Nota: ASSU, Atlético Potengi, Fábrica de Craques, Fluminense, Parnamirim, Riachuelo e Rio Grande desistiram da competição.

## Rio Grande do Sul
Federação Gaúcha de Futebol (FGF/RS)

### Campeonato Gaúcho de2025
Fonte(s): 
| - Avenida (Santa Cruz do Sul) - Brasil (Pelotas) - Caxias (Caxias do Sul) - Grêmio (Porto Alegre) - Guarany (Bagé) - Internacional (Porto Alegre) | - Juventude (Caxias do Sul) - Monsoon (Porto Alegre) - Pelotas (Pelotas) - São José (Porto Alegre) - São Luiz (Ijuí) - Ypiranga (Erechim) |

### Campeonato Gaúcho - Série A2 de2025
Fonte(s): 
| - Aimoré (São Leopoldo) - Brasil (Farroupilha) - Esportivo (Bento Gonçalves) - Futebol com Vida (Três Passos) - Gaúcho (Passo Fundo) - Glória (Vacaria) - Gramadense (Gramado) - Grêmio Bagé (Bagé) | - Internacional (Santa Maria) - Lajeadense (Lajeado) - Novo Hamburgo (Novo Hamburgo) - Passo Fundo (Passo Fundo) - Real (Capão da Canoa) - Santa Cruz (Santa Cruz do Sul) - União Frederiquense (Frederico Westphalen) - Veranópolis (Veranópolis) |

### Campeonato Gaúcho - Série B de2025
Fonte(s): 
| - FC 1992 (Carazinho) - APAFUT (Caxias do Sul) - Guarani (Venâncio Aires) - Nova Prata (Nova Prata) - Novo Horizonte (Esteio) | - Rio Grande (Rio Grande) - Riograndense (Rio Grande) - São Gabriel (São Gabriel) - São Paulo (Rio Grande) |

Nota: Atlético, Cruz Alta, Cruzeiro, Elite, Garibaldi, Grêmio Farroupilha, Igrejinha, Marau, PRS, Riopardense, Santo Ângelo, São Borja, Sapucaiense, Tupi e União Harmonia desistiram da competição.

## Rondônia
Federação de Futebol do Estado de Rondônia (FFER)

### Campeonato Rondoniense de2025
Fonte(s): 
| - Barcelona (Vilhena) - Genus (Porto Velho) - Guaporé (Rolim de Moura) - Ji-Paraná (Ji-Paraná) | - Porto Velho (Porto Velho) - Rolim de Moura (Rolim de Moura) - Vilhena (Vilhena) |

Nota: O União Cacoalense abriu mão da disputa devido à uma reestruturação interna.

## Roraima
Federação Roraimense de Futebol (FRF)

### Campeonato Roraimense de2025
Fonte(s): 
| - Atlético Roraima (Boa Vista) - Baré (Boa Vista) - Grêmio Sampaio (Caracaraí) - Monte Roraima (Boa Vista) | - Náutico (Boa Vista) - Progresso (Mucajaí) - Rio Negro (Boa Vista) - São Raimundo (Boa Vista) |

Nota: River (de Boa Vista) e Real (de São Luiz) desistiram da competição.

## Santa Catarina
Federação Catarinense de Futebol (FCF/SC)

### Campeonato Catarinense de2025
Fonte(s): 
| - Avaí (Florianópolis) - Barra (Balneário Camboriú) - Brusque (Brusque) - Caravaggio (Nova Veneza) - Chapecoense (Chapecó) - Concórdia (Concórdia) | - Criciúma (Criciúma) - Figueirense (Florianópolis) - Hercílio Luz (Tubarão) - Joinville (Joinville) - Marcílio Dias (Itajaí) - Santa Catarina (Rio do Sul) |

### Campeonato Catarinense - Série B de2025
Fonte(s): 
| - Blumenau (Blumenau) - Camboriú (Camboriú) - Carlos Renaux (Brusque) - Fluminense (Joinville) - Internacional (Lages) | - Juventus (Jaraguá do Sul) - Metropolitano (Blumenau) - Nação Esportes (Araquari) - Porto (Porto União) - Tubarão (Tubarão) |

### Campeonato Catarinense - Série C de2025
Fonte(s): GE SC  
| - Guarani (Palhoça) - Imbituba (Imbituba) - Jaraguá (Jaraguá do Sul) |

- Nota 1: O Atlético Catarinense (Criciúma) foi rebaixado da Série B em 2024 e desistiu de disputar a Série C em 2025.
- Nota 2:  As outras equipes Aspirante (Treze de Maio), Atlético Batistense  (São João Batista), Atlético de Ibirama (Ibirama), Caçador  (Caçador), Pedra Branca (Palhoça), Próspera (Criciúma) estiveram na reunião prévia e também desistiram de participar.

## São Paulo
Federação Paulista de Futebol (FPF/SP)

### Campeonato Paulista de2025
Fonte(s): 
| - Água Santa (Diadema) - Botafogo (Ribeirão Preto) - Corinthians (São Paulo) - Guarani (Campinas) - Internacional (Limeira) - Mirassol (Mirassol) - Noroeste (Bauru) - Novorizontino (Novo Horizonte) | - Palmeiras (São Paulo) - Ponte Preta (Campinas) - Portuguesa (São Paulo) - Red Bull Bragantino (Bragança Paulista) - Santos (Santos) - São Bernardo (São Bernardo do Campo) - São Paulo (São Paulo) - Velo Clube (Rio Claro) |

### Campeonato Paulista - Série A2 de2025
Fonte(s): 
| - Capivariano (Capivari) - Ferroviária (Araraquara) - Grêmio Prudente (Presidente Prudente) - Ituano (Itu) - Juventus (São Paulo) - Linense (Lins) - Oeste (Barueri) - Portuguesa Santista (Santos) | - Primavera (Indaiatuba) - Rio Claro (Rio Claro) - Santo André (Santo André) - São Bento (Sorocaba) - São José (São José dos Campos) - Taubaté (Taubaté) - Votuporanguense (Votuporanga) - XV de Novembro (Piracicaba) |

### Campeonato Paulista - Série A3 de2025
Fonte(s): 
| - Bandeirante (Birigui) - Catanduva (Catanduva) - Comercial (Ribeirão Preto) - Desportivo Brasil (Porto Feliz) - EC São Bernardo (São Bernardo do Campo) - Francana (Franca) - Itapirense (Itapira) - Lemense (Leme) | - Marília (Marília) - Monte Azul (Monte Azul Paulista) - Rio Branco (Americana) - Rio Preto (São José do Rio Preto) - Sertãozinho (Sertãozinho) - União São João (Araras) - União Suzano (Suzano) - XV de Novembro (Jaú) |

Nota: O Red Bull Bragantino II foi extinto em novembro de 2024. Com isto, o 3.º colocado da Série A4 (XV de Jaú) assumiu a vaga.

### Campeonato Paulista - Série A4 de2025
Fonte(s): 
| - Araçatuba (Araçatuba) - Barretos (Barretos) - Colorado Caieiras (Caieiras) - Grêmio São-Carlense (São Carlos) - Internacional (Bebedouro) - Jabaquara (Santos) - Joseense (São José dos Campos) - Matonense (Matão) | - Nacional (São Paulo) - Osasco Audax (Osasco) - Paulista (Jundiaí) - Penapolense (Penápolis) - São Caetano (São Caetano do Sul) - Taquaritinga (Taquaritinga) - União Barbarense (Santa Bárbara d'Oeste) - VOCEM (Assis) |

Nota: O SKA Brasil abriu mão da disputa sob alegação de "focar nas categorias da base", sendo substituído pela Internacional, de Bebedouro (4.ª colocada da Segunda Divisão estadual).

### Campeonato Paulista - Segunda Divisão (Série B) de2025
Fonte(s): 
| - Assisense (Assis) - Batatais (Batatais) - ECUS (Suzano) - Flamengo (Guarulhos) - Grêmio Mauaense (Mauá) - Guarulhos (Guarulhos) - Independente (Limeira) - Manthiqueira (Guaratinguetá) | - Mauá (Mauá) - Olímpia (Olímpia) - Santacruzense (Santa Cruz do Rio Pardo) - São Carlos (São Carlos) - Tanabi (Tanabi) - Tupã (Tupã) - União Mogi (Mogi das Cruzes) |

Nota: América de Rio Preto, Barcelona, Atlético Mogi e Fernandópolis desistiram da competição.

### Copa Paulista de2025
Fonte(s): 
| - Araçatuba (Araçatuba) - Botafogo (Ribeirão Preto) - Comercial (Ribeirão Preto) - Francana (Franca) - Grêmio Prudente (Presidente Prudente) - Guarani (Campinas) - Internacional (Limeira) - Itapirense (Itapira) - Linense (Lins) - Monte Azul (Monte Azul Paulista) - Noroeste (Bauru) - Oeste (Barueri) | - Paulista (Jundiaí) - Portuguesa Santista (Santos) - Primavera (Indaiatuba) - Rio Branco (Americana) - Santo André (Santo André) - São Bento (Sorocaba) - São Caetano (São Caetano do Sul) - São José (São José dos Campos) - Taubaté (Taubaté) - União São João (Araras) - XV de Novembro (Piracicaba) |

## Sergipe
Federação Sergipana de Futebol (FSF)

### Campeonato Sergipano de2025
Fonte(s): 
| - América (Propriá) - Barra (Barra dos Coqueiros) - Carmópolis (Carmópolis) - Confiança (Aracaju) - Dorense (Nossa Senhora das Dores) | - Falcon (Barra dos Coqueiros) - Guarany (Porto da Folha) - Itabaiana (Itabaiana) - Lagarto (Lagarto) - Sergipe (Aracaju) |

### Campeonato Sergipano - Série A2 de2025
Fonte(s): (A ser definido).
| - América (Pedrinhas) - Atlético Gloriense (Nossa Senhora da Glória) - Boca Júnior (Carmópolis) - Canindé (Canindé de São Francisco) - Desportiva Aracaju (Aracaju) | - Flamengo (Japaratuba) - Freipaulistano (Frei Paulo) - Independente (Simão Dias) - Olímpico (Itabaianinha) - Rosário Central (Rosário do Catete) |

### Campeonato Sergipano - Série A3 de2025
Fonte(s): (A ser definido).
| - Amadense (Tobias Barreto) - Aracaju (Aracaju) - Boquinhense (Boquim) - Botafogo (Cristinápolis) - Coritiba (Itabaiana) - Estanciano (Estância) - Força Jovem (Aquidabã) | - Maruinense (Maruim) - Propriá (Propriá) - Riachão (Riachão do Dantas) - Santa Cruz (Riachuelo) - Sete de Junho (Tobias Barreto) - Socorrense (Nossa Senhora do Socorro) - Sport Socorro (Nossa Senhora do Socorro) |

Nota: o Cotinguiba desistiu da competição.

## Tocantins
Federação Tocantinense de Futebol (FTF)

### Campeonato Tocantinense2025
Fonte(s): 
| - Araguaína (Araguaína) - Batalhão (Palmas) - Bela Vista (Cachoeirinha) - Capital (Palmas) | - Gurupi (Gurupi) - Tocantinópolis (Tocantinópolis) - União (Araguaína) |

### Campeonato Tocantinense - Segunda Divisão de2025
Fonte(s): (A ser definido).
| - Alvorada (Alvorada) - Araguacema (Araguacema) - Araguaia (Araguatins) - Arsenal (Tocantinópolis) - Batalhão (Palmas) * - Central Paraíso (Paraíso do Tocantins) - Cerrado (Paraíso do Tocantins) - Colinas (Colinas do Tocantins) - Guaraí (Guaraí) | - Interporto (Porto Nacional) - NC/Miranorte (Miranorte) - Palmas (Palmas) - São José (Palmas) - Sparta (Araguaína) - Taquarussú (Palmas) - Tocantins (Miracema do Tocantins) * - União (Palmas) |